# کینگ شپرد
کینگ شپرد (به انگلیسی: King Shepherd)، نام یکی از نژادهای سگ است که خاستگاه آن به ایالات متحده آمریکا بازمی‌گردد. وزن جنس نر کینگ شپرد در حالت ایده‌آل ۱۳۰–۱۵۰ پوند (۵۹–۶۸ کیلوگرم) است و وزن جنس مادهٔ آن در حالت ایده‌آل ۹۰–۱۱۰ پوند (۴۱–۵۰ کیلوگرم). قد جنس نر کینگ شپرد بیش از ۲۹ اینچ (۷۴ سانتیمتر) است و قد جنس مادهٔ آن بیش از ۲۷ اینچ (۶۹ سانتیمتر).